# Blepharita obscurata
Blepharita obscurata är en fjärilsart som beskrevs av Rudolf Pinker och Bacallado 1979. Blepharita obscurata ingår i släktet Blepharita och familjen nattflyn. Inga underarter finns listade i Catalogue of Life.